# 112P/Urata-Niijima
112P/Urata-Niijima – kometa krótkookresowa, należąca do rodziny Jowisza.

## Odkrycie
Kometa została odkryta 30 października 1986 roku przez Tsuneo Niijimę i Takeshiego Uratę na płytach fotograficznych w Obserwatorium Ojima.

## Orbita komety i właściwości fizyczne
Orbita komety 112P/Urata-Niijima ma kształt elipsy o mimośrodzie 0,59. Jej peryhelium znajduje się w odległości 1,46 j.a., aphelium zaś 5,61 j.a. od Słońca. Jej okres obiegu wokół Słońca wynosi 6,64 roku, nachylenie do ekliptyki to wartość 24,2˚.
Jądro tej komety ma rozmiary 1,8 km.